# 모모타케 에리
모모타케 에리(일본어: 百武 江梨, 1983년 7월 2일 ~ )는 일본의 여자 축구 선수이다.

## 구단 경력
나데시코 리그의 우라와 레즈에서 활동했다.

## 국가대표팀 경력
그녀는 2002년 FIFA U-19 세계 여자 축구 선수권 대회에 참가할 일본 U-19 국가대표팀에 발탁되었으며, 2경기에 출전했다. 2003년 하계 유니버시아드에도 출전, 은메달 획득에 기여했다.